# Кланн на Поблахта
Кланн на Поблахта (ирл. Clann na Poblachta, [kˠɫanˠ nˠə pʷɔbʷɫəxtˠə] — «Республиканская семья/Дети Республики») — ирландская республиканская политическая партия левого толка, основанная в 1946 году Шоном Макбрайдом.

## Основание
О создании Кланн на Поблахта было официально объявлено 6 июля 1946 года в Дублине. Её первая ежегодная конференция прошла в ноябре 1947 года в клубе «Балалайка» (Balalaika Ballroom), владельцем которого был соучредитель партии, бывший начальник штаба Ирландской республиканской армии и коммунист Мик Фицпатрик.
Возглавил новую партию Шон Макбрайд — сын актрисы Мод Гонн, музы У. Б. Йейтса, и казнённого после подавления Пасхального восстания 1916 майора Джона Макбрайда, также бывший начальник штаба ИРА. Новая партия привлекала разочарованную городскую молодёжь и избирателей-республиканцев. Многие из них чувствовали всё большее отчуждение от правящей (и формально главной республиканской) партии Фианна Файл. По мнению более радикальных республиканцев, та предала свои принципы во время Второй мировой войны, казнив заключённых ИРА. К тому же, энергичный и неподкупный Шон Макбрайд выглядел для них лучшей альтернативой коррумпированному длительным пребыванием при власти и оппортунизмом премьер-министру Имону де Валера. Кланн на Поблахта также получила поддержку людей, уставших от старой политики, зацикленной на разделениях Гражданской войны, и требовавших больше внимания к социальным вопросам — бедности, безработице, плохому жилью, болезням. Они видели в Кланн на Поблахта динамичную замену не только Фианны Файл, но и левой, но маргинальной Шинн Фейн. Новая партия быстро росла на протяжении 1947 года.
Партия находилась под влиянием социал-демократической и кейнсианской (в стиле президента Соединенных Штатов Франклина Д. Рузвельта и его «Нового курса» или британского премьер-министра Клемента Эттли и его социального государства) политики, элементов европейской христианской демократии, а также ирландского республиканизма. Это привлекло широкий спектр членов — от традиционных республиканцев вроде Ноэля Хартнетта, защищавшего в судах членов ИРА, до социалистов наподобие доктора Ноэля Брауна, потерявшего многих родственников из-за туберкулеза и стремившегося искоренить подобные болезни введением всеобщего медицинского обслуживания, или бывшего члена член исполнительного комитета Лейбористской партии Педара Коуэна, покинувшего ряды лейбористов из-за внутрипартийных распрей
Кланн появился в кризисный период в ирландской политике. Обе ведущие партии, Фианна Файл и Фине Гэл, были ослаблены. Фине Гэл не смогла сломить гегемонию своего основного соперника, а Фианна Файл заметно теряла поддержку из-за провала её программы покончить с массовой безработицей, бедностью и эмиграцией. Лейбористская партия и профсоюзы, на которые она опиралась, пережили тяжёлый раскол в 1944 году из-за личных разногласий между ветеранами рабочего движения Уильямом О’Брайеном и Джеймсом Ларкином, тогда как Кланн на Талмхан виделась как слишком узкоспециализированная фермерская партия.

## Успех на выборах
В октябре 1947 года Кланн на Поблахта победила на двух довыборах в парламент (в Дублине и Уиклоу). Видя угрозу со стороны новой партии, премьер де Валера и в феврале 1948 года объявил внеочередные всеобщие выборы, чтобы попытаться застать её врасплох. Тактика Де Валера оказалась успешной в том смысле, что Кланн на Поблахта получила 13,2 % голосов и лишь 10 мест — гораздо меньше, чем ожидалось. Однако выборы всё же дали оппозиционным группам большинство и возможность сформировать правительство — первый раз за 16 лет. Это первое межпартийное правительство было крайне разнородным, опираясь на коалицию, включавшую более правую Фине Гэл и более левые Кланн на Поблахта, Кланн на Талмхан, Лейбористскую партию и отколовшуюся от неё Национальную лейбористскую партию, а также некоторых независимых депутатов.
Таким образом, в коалиции «против де Валера» объединились люди, стоявшие по разные стороны баррикад в Гражданскую войну. Республиканцы из Кланн на Поблахта не желали подчиняться поддерживающей англо-ирландское соглашение Фине Гэл и особенно её лидеру Ричарду Малкахи, во время Гражданской войны расстреливавшему их товарищей в качестве генерала Свободного государства. По предложению лейбористского лидера Уильяма Нортона было решено, что премьер-министром станет не кто-то из глав партий. Им был избран известный своей оппозицией к де Валера бывший генеральный прокурор Джон А. Костелло, ранее работавший в правительствах Куманн на нГэдалл, предшественницы Фине Гэл. Нортон стал заместитель премьера, а Шон Макбрайд — министром иностранных дел. Кланн на Поблахта был непростой коалицией социалистов и республиканцев; чтобы успокоить левое крыло, Макбрайд номинировал на должность министра здравоохранения популярного в народе Ноэля Брауна, однако многие республиканцы остались непримиримыми к коалиции с Фине Гэл.

## В правительстве

### Иностранные дела
В качестве министра иностранных дел Макбрайд как убеждённый республиканец сумел добиться отмены Акта о внешних сношениях 1936 года, согласно которому король Георг VI, провозглашённый королём Ирландии, выполнял дипломатические функции главы государства. В сентябре 1948 года Костелло заявил в Канаде, что правительство собирается объявить Ирландию республикой. Соответствующий законопроект — Акт о Республике Ирландия 1948 года — был принят в парламенте, и на Пасху 1949 году страна стала Республикой Ирландия, в которой остававшиеся у короля функции возлагались на президента Ирландии. Впрочем, республиканец Макбрайд считал, что Костелло украл его идею, и отказался участвовать в официальной церемонии инаугурации новой республики.
При Макбрайде в 1949 году Ирландия вступила в Организацию европейского экономического сотрудничества и Совет Европы как соучредитель. Макбрайд был министром иностранных дел, когда Совет Европы разрабатывал проект Европейской конвенции о правах человека, и в качестве председателя Комитета министров Совета Европы с 1949 по 1950 год сыграл ключевую роль в принятии этой конвенции, подписанной в Риме 4 ноября 1950 года. Он также был председателем Совета министров иностранных дел Совета Европы в 1950 году и вице-президентом Организации европейского экономического сотрудничества с 1948 по 1951 год. Он добился, чтобы Ирландия не присоединялась к Организации Североатлантического договора (НАТО), отклонив соответствующее предложение на том основании, что это будет означать, что республика признает принадлежность Северной Ирландии к Соединённому королевству. В 1950 году он предложил двусторонний союз с США, но эта идея была отклонена, и Ирландия осталась вне военных союзов.

### Здравоохранение
Назначенный на пост министра здравоохранения профессиональный медик, 32-летний доктор Ноэль Браун был новичком в политике, но оказался человеком не робкого десятка. В качестве министра Ноэль Браун немедленно взялся за создание государственной системы борьбы с инфекционными болезнями — в соответствии с законом о здравоохранении 1947 года, подготовленным ещё предыдущим правительством, медосмотры и рентген стали бесплатными, массовыми и системными. Общая вакцинация и применение антибиотиков позволили Брауну быстро покончить с эпидемией туберкулёза в Ирландии. Затем Браун принялся за создание общенациональной системы бесплатного медицинского обеспечения, что вызывало недовольство получавших прибыль от частных медицинских учреждений, от самих врачей до католической церкви, в чьей собственности находилась часть больниц. Они нашли повод для срыва плана Брауна в лице предложенной им в 1950 программы «Матери и ребенка», целью которой было обеспечение государством бесплатного медицинского обслуживания для всех беременных женщин и детей до шестнадцати лет, независимо от дохода.
Хотя она была лишь на стадии проекта, но она вызвала жёсткую оппозицию медиков, боявшихся сокращения доходов из-за введения бесплатного дородового ухода в больницах и недовольных вмешательством государства между пациентом и врачом, но особенно — католической церкви, обвинившей программу в «подрыве семейных ценностей» и «коммунистическом» вмешательстве в дела семьи. В особенности католическим епископам претило предложение о введении полового просвещения женщин, что они рассматривали как первый шаг к внедрению контрацепции. Браун встретился с епископами и надеялся, что развеял их опасения, но на деле от него отчуждились даже потенциальные сторонники в иерархии вроде епископа Уильяма Филбина. Позиция церкви вызывала беспокойство даже среди членов партии Кланн на Поблахта, и в конце концов 11 апреля 1951 года лидер партии Макбрайд предложил Брауну подать в отставку. Покинув партию, Браун опубликовал свою с Костелло и Макбрайдом переписку с католическими иерархами. За ним последовали несколько других депутатов от Кланн на Поблахта, выйдя из коалиции и таким образом разрушив хрупкое внутреннее единство партии. Противостояние Брауна и церковников называли самым громким событием послевоенной ирландской политики.

## Упадок и распад
В 1951 году коалиция столкнулась с растущим давлением и объявила досрочные выборы. Представительство Кланн на Поблахта сократилось до всего двух мест — многие сторонники считали, что партийный лидер Макбрайд предал доктора Брауна. Бывшие члены партии Ноэль Браун и Джек Маккуиллан, оба из которых были избраны как самовыдвиженцы, решили поддержать правительство меньшинства де Валера. В 1954 году результаты новых всеобщих выборов вернули к власти премьера Костелло со вторым межпартийным правительством — хотя Кланн на Поблахта заключила с ним соглашение о парламентской поддержке, но в сам кабинет министров не вошла.
В соответствии с республиканскими взглядами многих своих ключевых сторонников Кланн на Поблахта поддерживала тесные связи с республиканцами в Северной Ирландии, допуская там возможность вооружённой борьбы. Наиболее тесные связи у неё установились с североирландским республиканским борцом Лиамом Келли, чьё избрание в Сенат Эйреанн в 1954 году (в то время он был заключен в тюрьму за крамольные речи) партия назвала условием для поддержки второго межпартийного правительства. Всё более решительная борьба правительства с ИРА, только что запустившей операцию «Жатва», наряду с резким ухудшением в экономике, были главными причинами, почему Кланн на Поблахта отозвала свою поддержку коалиции в начале 1957 года.
На выборах 1957 года Макбрайд потерял свое место в Палате представителей, и неудачные попытки вернуть его на двух последующих выборах стали концом его политической карьеры. На выборах 1961 года от партии прошёл только один кандидат в Палату представителей. После выборов 1965 года последним депутатом от Кланн на Поблахта стал Джон Талли.
Партия вступила в переговоры с лейбористами о возможном слиянии, но они закончились неудачей, поскольку участники не смогли договориться ни о направленности объединённой партии, ни о том, приглашать ли в неё Шинн Фейн и «Национальных прогрессивных демократов» (новую социалистическую партию Ноэля Брауна). На съезде 10 июля 1965 года Кланн на Поблахта проголосовала за самороспуск